# Episodi di The Nightmare Room
La prima e unica stagione della serie televisiva The Nightmare Room, composta da 13 episodi, è stata trasmessa negli Stati Uniti sul canale Kids' WB dal 31 agosto 2001 al 16 marzo 2002.
| nº | Titolo originale           | Titolo italiano               | Prima TV USA      | Prima TV Italia |
| -- | -------------------------- | ----------------------------- | ----------------- | --------------- |
| 1  | Don't Forget Me            | Non ti scordar di me          | 31 agosto 2001    |                 |
| 2  | Scareful What You Wish For | Attenti a che cosa desiderate | 31 agosto 2001    |                 |
| 3  | The Howler                 | Le urlatrici                  | 29 settembre 2001 |                 |
| 4  | Tangled Web                | Rete aggrovigliata            | 6 ottobre 2001    |                 |
| 5  | Fear Games                 | Giochi di paura               | 13 ottobre 2001   |                 |
| 6  | School Spirit              | Lo spirito della scuola       | 20 ottobre 2001   |                 |
| 7  | Full Moon Halloween        | Luna piena ad Halloween       | 27 ottobre 2001   |                 |
| 8  | Four Eyes                  | Quattro occhi                 | 1º dicembre 2001  |                 |
| 9  | Locker 13                  | Armadietto numero 13          | 8 dicembre 2001   |                 |
| 10 | Dear Diary, I'm Dead       | Caro diario, sono morto       | 2 febbraio 2002   |                 |
| 11 | My Name is Evil            | Il mio nome è Male            | 23 febbraio 2002  |                 |
| 12 | Camp Nowhere" (Part 1)     | Il campo del Nulla (1ª parte) | 9 marzo 2002      |                 |
| 13 | Camp Nowhere" (Part 2)     | Il campo del Nulla (2ª parte) | 16 marzo 2002     |                 |

## Non ti scordar di me
- Titolo originale: Don't Forget Me
- Diretto da: David Jackson
- Scritto da: Paul Bernbaum

### Trama
Danielle Warner, insieme a suo fratello Peter e al resto della sua famiglia, si è appena trasferito in una nuova casa il cui seminterrato è infestato dai fantasmi dei bambini che sono stati dimenticati dai loro amici e familiari. Questi fantasmi attirano i bambini viventi facendo dimenticare loro amici e parenti.
- Altri interpreti: Amanda Bynes (Danielle), Daniel Hansen (Peter), Jim Meskimen (signor Warner), Romy Windsor (signora Warner)

## Attenti a che cosa desiderate
- Titolo originale: Scareful What You Wish For
- Diretto da: Anson Williams
- Scritto da: Naomi Janzen

### Trama
Mentre mette via tutti i giocattoli della sua infanzia prima del suo 14º compleanno, Dylan Pierce viene perseguitato da uno strano bambino. Questo si rivela essere in realtà Buddy, la bambola preferita di Dylan quando era piccolo, divenuta reale grazie ad un incantesimo apparentemente falso eseguito da un mago ingaggiato per il suo sesto compleanno. Buddy non vuole lasciar andare il suo amico umano per nessun motivo, e non si farà scrupoli a ferire gli altri pur di ottenere ciò che vuole.
- Altri interpreti: Tania Raymonde, Marcus T. Paulk, Betsy Randle, Brian Jacobs, Shia LaBeouf (Dylan Pierce), Dylan e Cole Sprouse (Buddy)

## Le urlatrici
- Titolo originale: The Howler
- Diretto da: Steve Dubin
- Scritto da: Scott Murphy

### Trama
Tre bambini, Vanessa, Spencer e Charlie, trovano una strana macchina chiamata "The Howler" che permette loro di comunicare con i fantasmi. Questi, però, hanno bisogno di tre corpi umani da possedere.
- Guest star: Robert Englund
- Altri interpreti: Cara DeLizia (Vanessa), Jeremy Ray Valdez (Spencer), Jermaine Williams (Charlie)

## Rete aggrovigliata
- Titolo originale: Tangled Web
- Diretto da: Ron Oliver
- Scritto da: Paul Bernbaum

### Trama
Un bugiardo incorreggibile di nome Josh scopre improvvisamente che tutte le storie che racconta si stanno avverando: ciò accade dopo che il suo insegnante supplente gli dice che crede a tutto ciò che dice.
- Altri interpreti: David Naughton, Steve "Sting" Borden, Conni Marie Brazelton, Erik Audé, Briana Cuoco, Justin Berfield (Josh), David Carradine (insegnante)

## Giochi di paura
- Titolo originale: Fear Games
- Diretto da: Ron Oliver
- Scritto da: Paul Bernbaum (soggetto); Richard Rossner (sceneggiatura)

### Trama
Cinque adolescenti in un reality show in stile "Survivor" chiamato Life Games e condotto da Don Marks, devono competere in varie sfide su Tranquility Island e combattere una strega psicotica che infesta l'isola.
- Guest star: Tippi Hedren (strega)
- Altri interpreti: Lindsay Felton, Hunter Ritter, Eric "Ty" Hodges II, Lena Cardwell, Lauren Petty, Roger Lodge (conduttore)

## Lo spirito della scuola
- Titolo originale: School Spirit
- Diretto da: Rich Correll
- Scritto da: Scott Murphy

### Trama
Un gruppo di studenti che sta scontando una punizione deve aiutare il fantasma di un insegnante i cui contributi sono stati sepolti e dimenticati.
- Altri interpreti: Jenny Gago, Keiko Agena, Michael Galeota, George O. Gore II, Jeffrey Licon, Madeline Zima, James Karen (insegnante)

## Luna piena ad Halloween
- Titolo originale: Full Moon Halloween
- Diretto da: Rich Correll
- Scritto da: Naomi Janzen (sceneggiatura)

### Trama
Durante una connessione con lo Spirito della scuola, Janet, Todd, Freddy, Dex e Alexis diventano sospettosi l'uno dell'altro quando apprendono che un lupo mannaro è a piede libero nella loro città, la notte di Halloween.

## Quattro occhi
- Titolo originale: Four Eyes
- Diretto da: Brian Robbins e Michael B. Negrin
- Scritto da: Scott Murphy

### Trama
Jeremy Clark riceve gli occhiali dal suo oculista mentre è in compagnia della sua amica Cindy. Il ragazzo scopre che i suoi nuovi occhiali gli danno il potere di vedere gli alieni che vivono segretamente tra gli umani e pronti a conquistare il mondo.
- Altri interpreti: John C. McGinley (oculista), Lynsey Bartilson (Cindy), Josh Zuckerman (Jeremy)

## Armadietto numero 13
- Titolo originale: Locker 13
- Diretto da: Ron Oliver
- Scritto da: Richard Rossner (sceneggiatura)

### Trama
Luke Greene, un ragazzo superstizioso, è terrorizzato dalle conseguenze quando la sua scuola gli assegna l'armadietto numero 13, che si dice dia al proprietario eterna sfortuna. Quando trova al suo interno un portafortuna, gli accadono cose buone fino a quando non ha un incontro con un essere chiamato Fatemaster, che lo informa che deve ripagare la fortuna con la propria vita.
- Altri interpreti: E.J. De La Pena, Boris Cabrera, Mary Stein, Ken Foree, Brandon Gilberstadt (Luke), Angus Scrimm (Fatemaster)

## Caro diario, sono morto
- Titolo originale: Dear Diary, I'm Dead
- Diretto da: Steve Dubin
- Scritto da: Paul Bernbaum (sceneggiatura)

### Trama
Alex Sanders scopre un diario nella sua nuova scrivania; questo diario gli predice il futuro, compresa la sua morte.
- Altri interpreti: A.J. Trauth, Brenda Song, Percy Daggs III, Kerrie Keane, Sam Lloyd, Drake Bell (Alex Sanders)

## Il mio nome è Male
- Titolo originale: My Name is Evil
- Diretto da: Anson Williams
- Scritto da: Lee Goldberg e Bill Rabkin

### Trama
Il giorno del suo compleanno, il bonario Morgan Gray viene preso in giro da Kristin; successivamente ha un incontro con una cartomante, che afferma che lui in realtà è un essere di indole malvagia. Questa rivelazione porta a una catena di eventi che potranno o meno trasformarlo in malvagio, a seconda delle scelte che compirà.
- Guest star: Kaley Cuoco (Kristin)
- Altri interpreti: Audrey Wasilewski, Beth Broderick, Marco Gould (Morgan Gray), Pamela Gordon (cartomante)

## Il campo del Nulla (1ª parte)
- Titolo originale: Camp Nowhere (Part 1)
- Diretto da: James Marshall
- Scritto da: Paul Bernbaum (sceneggiatura)

### Trama
Mentre sono al campo estivo, Russell, Charlotte, Dave ed Erin si ritrovano in un altro campo che è stato sospeso nel tempo grazie ad uno spirito nativo americano.
- Altri interpreti: Brandon Quinn, Danielle Fishel, Sam Jones III (Russell), Allison Mack (Charlotte), Kyle Gibson (Dave), Kathy Wagner (Erin)

## Il campo del Nulla (2ª parte)
- Titolo originale: Camp Nowhere (Part 2)
- Diretto da: James Marshall
- Scritto da: Paul Bernbaum (sceneggiatura)

### Trama
Russell, Charlotte, Dave ed Erin devono vedersela con gli spiriti dei nativi americani che hanno catturato i bambini di Camp0 Hawkwood.
- Altri interpreti: Dan Byrd, Kevin Meaney, Frankie Muniz